# Fylarchos
Fylarchos z Aten (lub z Naukratis), gr. Φύλαρχoς – działający w III w. p.n.e. historyk grecki okresu hellenistycznego. Autor Dziejów opisujących czasy mu współczesne do roku 219 p.n.e. (do śmierci króla Sparty - Kleomenesa III), będących kontynuacją dzieł Hieronima z Kardii i Durisa z Samos. Jego historia nie dotrwała do naszych czasów, być może z powodu krytyki Polibiusza, który atakował Fylarchosa za nadmierne dramatyzowanie relacji. Z Fylarchosa korzystali w swoich pracach Plutarch i Pompejusz Trogus.